# Ashley Newbrough
Ashley Elizabeth Ann Newbrough (* 13. Oktober 1987 in Newport, Rhode Island) ist eine US-amerikanische Schauspielerin, die vor allem durch Auftritte in US-amerikanischen und kanadischen Fernsehserien Bekanntheit erlangte.

## Leben und Karriere
Nachdem sie in Newport im US-Bundesstaat Rhode Island geboren wurde, zog die kleine Ashley Newbrough im Alter von drei Jahren mit ihrer Familie nach Cambridge, Ontario. Dort besuchte sie als ältestes von vier Kindern schließlich auch die High School, wo sie die St. Benedict Catholic Secondary School (kurz St. Benedict C.S.S.) erfolgreich abschloss. Noch vor ihrem Eintritt in die High School stand sie bereits im Alter von zehn Jahren für Werbespots bekannter Marken bzw. Unternehmen vor der Kamera.
Ihren ersten nennenswerten Fernsehauftritt hatte Newbrough schließlich im Jahre 2000, als sie in einer Episode der Sci-Fi-Serie Akte Zack mitwirkte. Nach einem Jahr ohne nennenswerte schauspielerische Leistungen kam Newbrough im Jahre 2002 zu ihrer ersten, wenn auch unwesentlichen Filmrolle, als sie in der US-Filmkomödie Lass Dir was einfallen! mitspielte. Nachdem sie im Jahre 2004 im Fernsehfilm The Coven eine Hauptrolle hatte, ging ihre Schauspielerkarriere schlagartig bergauf. So folgten noch im gleichen Jahr weitere Rollen, unter anderem in einer Episode von Missing – Verzweifelt gesucht. Außerdem hatte sie in der Serie Radio Free Roscoe eine regelmäßig wiederkehrende Rolle inne und war dabei von 2003 bis 2005 in insgesamt acht Episoden als Audrey Quinlan zu sehen.
Im Jahre 2005 hatte sie schließlich einen Auftritt in der Filmkomödie The Perfect Man mit Hilary Duff und Heather Locklear in den Hauptrollen. Die Szene, in der Newbrough zu sehen war, wurde allerdings während der Nachbearbeitung des Films in der Post-production gelöscht. Weiters kam Newbrough in den Jahren 2005 und 2006 in zwei Folgen von Degrassi: The Next Generation zum Einsatz. Den wirklichen Durchbruch schaffte sie allerdings erst im Jahre 2007, als im Film Die Vögel – Attack From Above an der Seite von Sean Patrick Flanery, Stephen McHattie, Kristin Booth oder Rod Taylor zu sehen war. Parallel dazu spielte sie im gleichen Jahr noch in vier Folgen der kanadischen Fernsehserie The Best Years: Auf eigenen Füßen mit und wurde außerdem noch in den Cast von Rent-a-Goalie, einer weiteren Fernsehserie aus Kanada, geholt. Dabei hatte sie eine nicht gerade unwesentliche Rolle und kam in den Jahren 2007 und 2008 in 8 von 26 Episoden der Serie zum Einsatz.
Die bisher bedeutendste wie auch anspruchsvollste Rolle hatte Newbrough in der US-Fernsehserie Privileged inne, wo sie mit dem Charakter der Sage Baker eine Hauptrolle übernahm. In der Serie spielt sie die Zwillingsschwester von Rose Baker (gespielt von Lucy Hale). Die beiden hübschen, aber rebellischen Teenager treiben in der Serie ihre Aufpasserin Megan Smith (gespielt von Joanna García) zur Weißglut und richten nur Chaos an. Newbrough kam in der Serie in allen 18 Episoden zum Einsatz.

## Familie / Privates / Trivia
Ashley Newbroughs Vater, Greg Newbrough, war Captain bei der United States Marine Corps (USMC). Ihr Großvater, Rich Newbrough, war ein erfolgreicher Universitätsfootballtrainer, der vor allem durch seine Tätigkeit an der Wilfrid Laurier University bekannt wurde. Ihm zu Ehren wurde das universitätseigene Footballfeld in The Knight Newbrough Field umbenannt.
Bei ihrer graduation assembly, einer Veranstaltung im US-amerikanischen Schulwesen (meist in der High School bzw. an der Universität), bei der Absolventen bei ihrem Abschluss geehrt werden und ihre Diplome bekommen, wurde Newbrough mit dem „Most likely to become a Superstar Award“ ausgezeichnet.
In Nigel Barker's Beauty Equation, einem 2010 veröffentlichten Buch des US-amerikanischen Fotografen Nigel Barker, findet Newbrough ebenfalls Erwähnung.
Bevor sie eine der Hauptrollen in der Fernsehserie Privileged bekam, arbeitete sie als Serviererin in einem Restaurant in Kitchener, Ontario.

## Filmografie
Filmauftritte (auch Kurzauftritte)
- 2002: Lass Dir was einfallen! (Get a Clue)
- 2004: The Coven
- 2005: The Perfect Man
- 2007: Die Vögel – Attack From Above (Kaw)
- 2015: Love Under the Stars
- 2016: Der Tod kommt am Hochzeitstag (You May Now Kill the Bride)
- 2017: Snowmance
- 2018: Small Town Christmas
- 2019: Sworn (Kurzfilm)
- 2019: A Merry Christmas Match
- 2019: Christmas Love Letter
- 2021: The Valentine Competition
- 2021: Flowers and Honey
- 2021: Christmas for Keeps
- 2021: Blue Moon Ball
- 2022: Saving Christmas Spirit
- 2023: Love in Glacier National – A National Park Romance
- 2023: Flipping for Christmas
- 2024: Love on the Right Course
- 2024: A Bestselling Kind of Love
- 2024: Operation Nutcracker
- 2024: Unwrapping Christmas – Tina's Miracle (Fernsehfilm)
- 2024: Unwrapping Christmas –  Lily's Destiny (Fernsehfilm)
- 2024: Unwrapping Christmas – Olivia's Reunion (Fernsehfilm)
- 2025: Hearts Around the Table – Jenna's First Love (Fernsehfilm)
- 2025: Hearts Around the Table – Shari's Second Act (Fernsehfilm)
- 2025: Hearts Around the Table – Josh's Third Serving (Fernsehfilm)
- 2025: Hearts Around the Table – Kiki's Fourth Ingredient (Fernsehfilm)

Serienauftritte (auch Gast- und Kurzauftritte)
- 2000: Akte Zack (The Zack Files) (Folge 1x01)
- 2003–2005: Radio Free Roscoe (8 Folgen)
- 2005: Missing – Verzweifelt gesucht (Missing) (Folge 2x01)
- 2005–2006: Degrassi: The Next Generation (2 Folgen)
- 2007: The Best Years: Auf eigenen Füßen (The Best Years) (4 Folgen)
- 2007–2008: Rent-a-Goalie (6 Folgen)
- 2008–2009: Privileged (18 Folgen)
- 2013–2014: Mistresses (5 Folgen)
- 2019: Betch (Folge 3x04)
- 2025: The Love Club